# جيسيكا ميلز
جيسيكا ميلز (بالإنجليزية: Jessica Mills)‏ هي متزلجة فنية أمريكية، ولدت في 1974.